# Firefox Portable

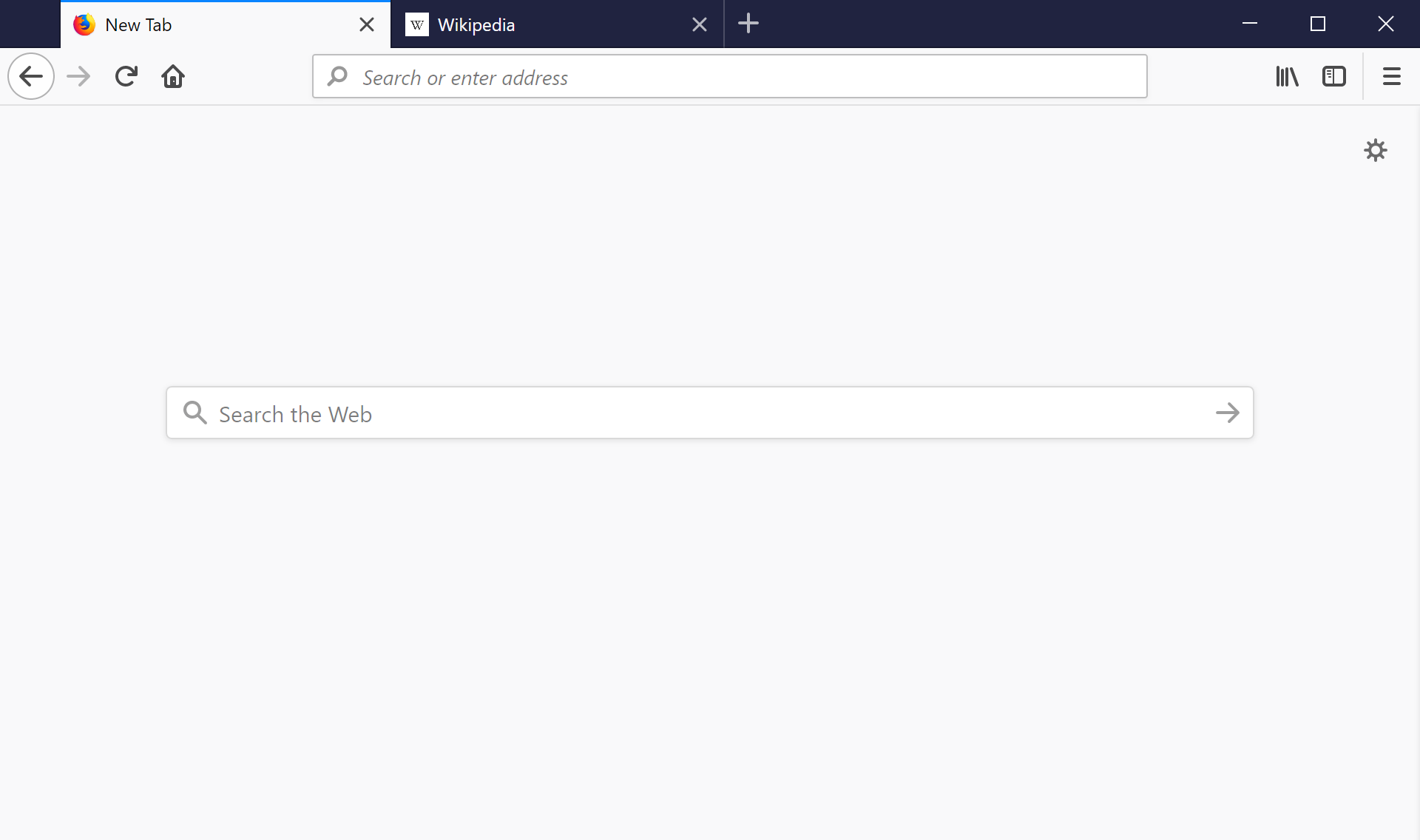
Ventana de Firefox portable

Mozilla Firefox, Portable Edition (anteriormente conocido como Portable Firefox y comúnmente conocido como Firefox Portable) es una versión reempaquetada de Mozilla Firefox creada por John T. Haller. La aplicación permite que Firefox se ejecute desde una unidad flash USB, CD-ROM u otro dispositivo portátil en cualquier computadora con Windows o Linux / UNIX que ejecute Wine. El programa no requiere que Firefox esté instalado en la computadora, ni deja información personal en la computadora ni interfiere con las versiones instaladas de Firefox, aunque la instalación en un disco duro es posible.
Es compatible con Windows XP, Vista, 7, 8, 8.1, 10, así como con Wine en sistemas basados en UNIX. Aunque las versiones recientes tienen serios problemas de compatibilidad con WinPE XP y BartPE XP, la versión anterior 2.0.0.20 es compatible con Windows 98, Me, y PE XP y 2000.

## Las diferencias de Mozilla Firefox
Firefox Portable conserva todas las capacidades de Mozilla Firefox, como extensiones y actualizaciones automáticas. También se han agregado modificaciones para reducir el número de escrituras en la unidad flash. El caché web y el historial del navegador se desactivaron previamente con el lanzamiento de 2.0. La capacidad de Firefox Portable para eliminar cookies y el historial de descargas al salir no está habilitado de forma predeterminada, según un acuerdo de licencia con Mozilla.
La configuración personal, los marcadores y las extensiones y temas instalados se almacenan en la unidad flash junto con Firefox Portable. Esto permite al usuario pasar de una computadora a otra sin perder la configuración de la aplicación. Los complementos como Flash y Shockwave no se pueden instalar en Portable Firefox en el sentido habitual, pero los archivos de complemento se pueden copiar de una instalación local a la carpeta portátil correspondiente.

## Características
- Lanzador – Realiza una serie de funciones que incluyen: ajuste de rutas de acceso a programas externos (tipos mime), el ajuste de las rutas locales de páginas web, inteligente recreación de la componente de registro como mover las unidades de copia de seguridad/restauración de ciertas claves del registro en ciertos casos, la limpieza de carpetas y directorios, en ciertos casos, el ajuste de algunos de extensión de la configuración de las rutas de lo que no son extensiones portátiles portátiles.[1]
- Perfil predeterminado – Un perfil predeterminado existe dentro de Firefox directorio con la configuración para mejorar la portabilidad.
- No tiene ningún valor Predeterminado Comprobar Navegador – Firefox no revise para ver si es el navegador predeterminado en el arranque.
- Descarga del sistema–, Firefox te preguntará dónde guardar las descargas.
- No Caché de Disco – El navegador de la caché de disco se ha deshabilitado para disminuir el tamaño del disco y el número de escrituras en el disco, posiblemente aumentando la vida del disco.
- Actualización del Sistema – Como actualizar el navegador en una unidad de memoria flash puede ser muy lento, Firefox Portable le pregunta si desea actualizar en lugar de hacerlo de forma automática.

## Problemas
- Add-ons y extensiones parecen tomar más tiempo para instalar.[2]
- Constante de la lectura escribe para un flash externo de la unidad puede disminuir la esperanza de vida de la unidad.
- Varios perfiles no son compatibles (un poco característica oculta en el boletín oficial de Firefox); sin embargo, PortableApps.com publicado Múltiples Perfil de Soporte para Firefox Portable.[3]